# Haltepunkt Radebeul-Kötzschenbroda
Radebeul-Kötzschenbroda ist ein Haltepunkt an der Bahnstrecke Pirna–Coswig im Radebeuler Ortsteil Kötzschenbroda, der im Rahmen des gleichzeitigen Ausbaus der Strecken Leipzig–Dresden und Pirna–Coswig im Jahr 2013 aus dem früheren Bahnhof Radebeul West entstand und heute ausschließlich von der S-Bahn Dresden bedient wird.
Das ehemalige Bahnhofsgebäude (Empfangsbau und Nebenflügel) des Kötzschenbrodaer Bahnhofs wurde nach etwa 175 Jahren in Bahnbesitz aus diesem herausgelöst und Anfang 2015 von der Deutschen Bahn verkauft. Es ist der einzige übriggebliebene Teil des Bahnhofs-Kulturdenkmals, nachdem bei der Modernisierung der Gleisanlagen und Verlegung der Bahnsteige die alten Bahnsteigbedachungen sowie das Wartegebäude auf der Nordseite entfernt wurden und der Personentunnel unter den Gleisanlagen und zu den ehemaligen Bahnsteigaufgängen verfüllt wurde.

## Beschreibung

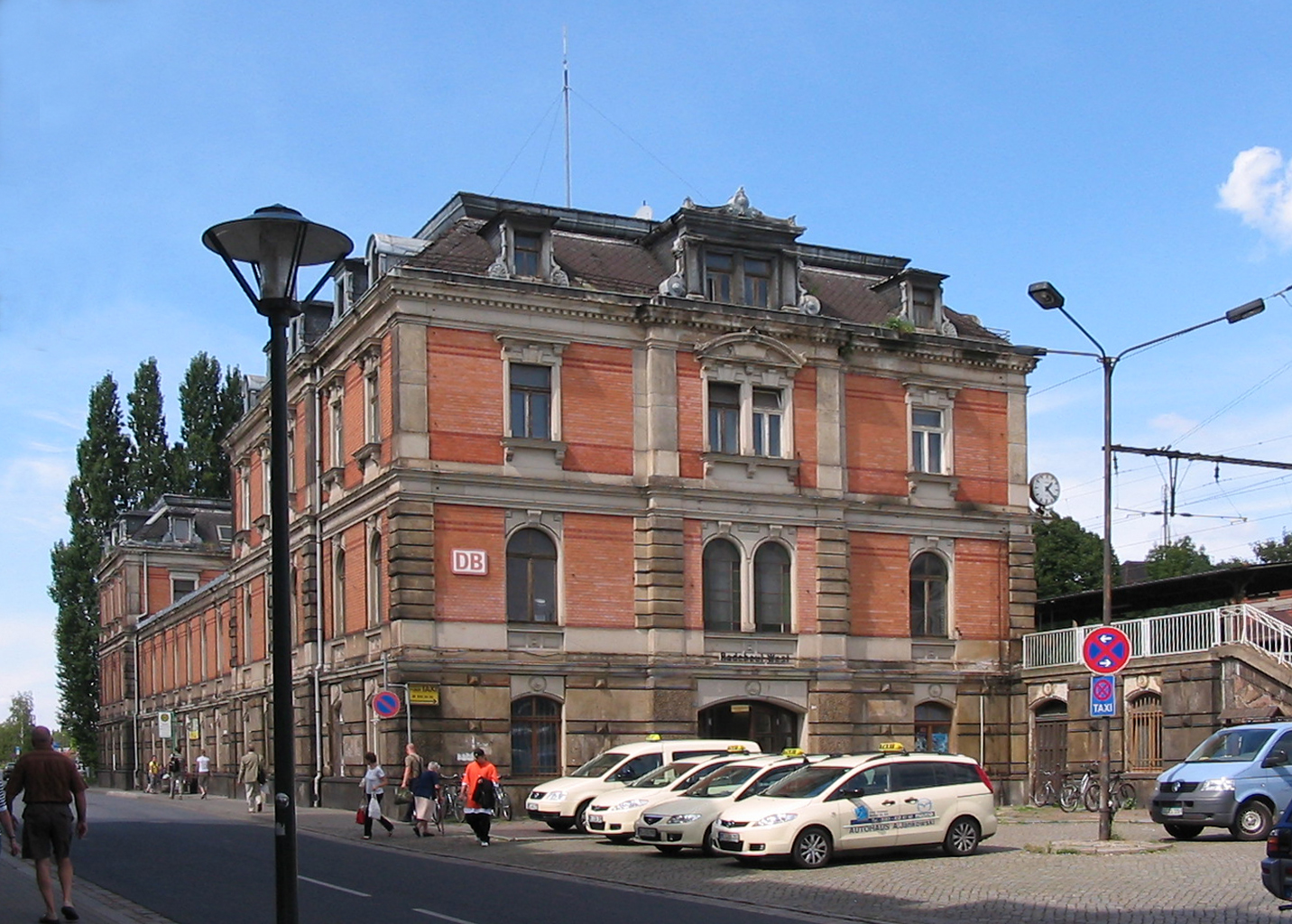
Ehemaliges Empfangsgebäude des Kötzschenbrodaer Bahnhofs (2008)

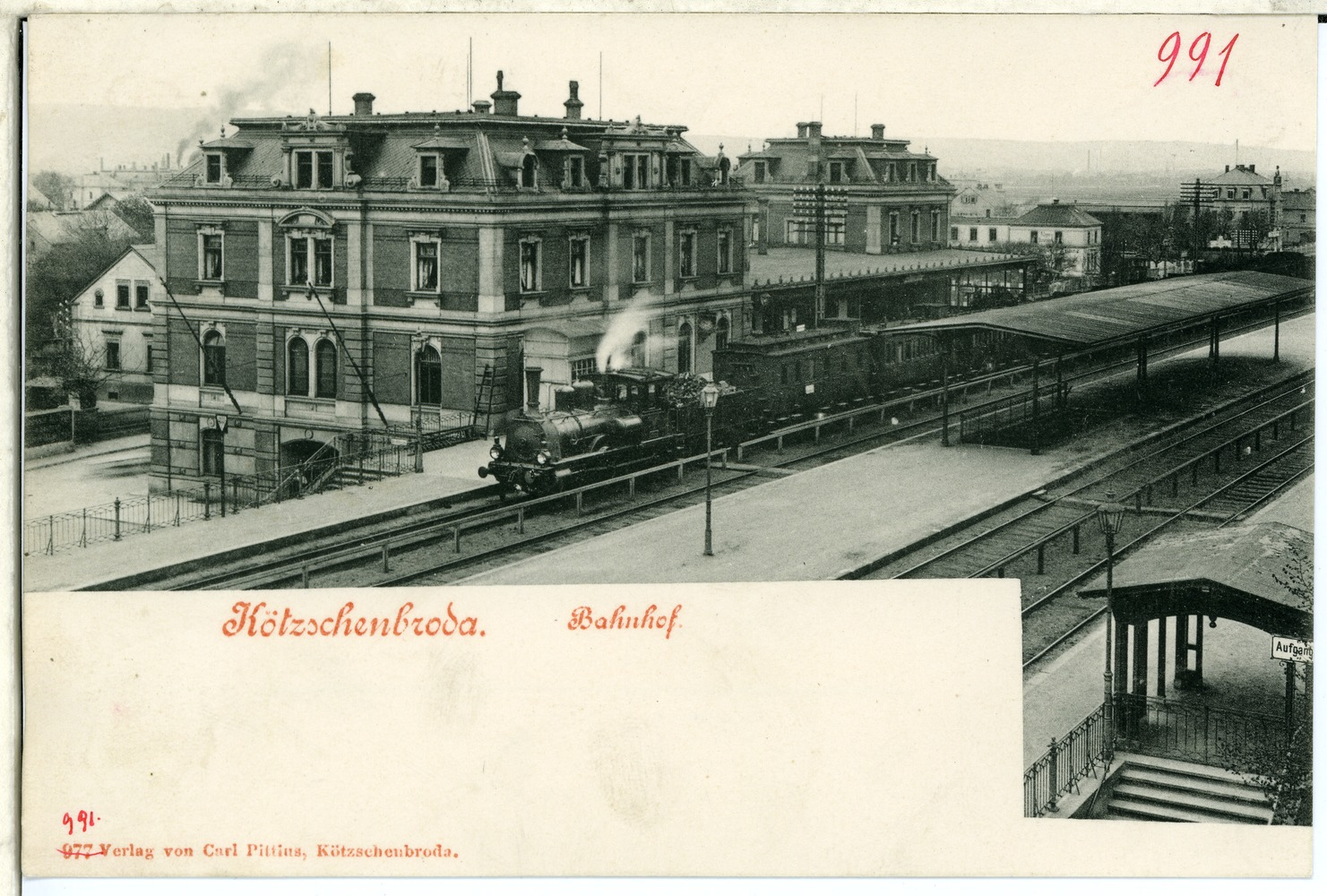
Empfangsgebäude des Bahnhofs Kötzschenbroda (Gleisseite, 1899)

Um den bereits 1840 eröffneten Bahnhof Kötzschenbroda zu modernisieren, begann die Königlich Sächsische Staatseisenbahn am 11. März 1895 in der Lößnitzgemeinde Kötzschenbroda neue Bahnhofsgebäude zu errichten. Der neue Bahnhof, bestehend aus einem Empfangs- und Abfertigungsgebäude, einer Wartehalle, Bahnsteigüberdachungen und einem Eisenbahnerwohnhaus, wurde am 15. Februar 1896 fertig und am 16. Juni 1896 eingeweiht. Das aus dem Jahr 1872 stammende ehemalige Bahnhofsgebäude im Hof der Meißner Straße 281 wurde ab 1896 als Wohngebäude genutzt.
Das repräsentative Empfangs- und Abfertigungsgebäude in der „Architektur der 3. Bauperiode der sogenannten Dresdner Schule“ steht südlich der Hochgleise. Es besteht aus zwei ähnlichen etwa quadratischen villenartigen Gebäuden im Stil der Neorenaissance mit Pyramidenstumpfdächern, die in einigem Abstand stehend durch einen parallel zu den Gleisen laufenden Verbindungsbau zusammengeschlossen sind. Das Gebäude ist dreistöckig, von den Hochgleisen sind davon zwei Stockwerke zu erkennen. Die Fassade wird durch Mittelrisalite betont und durch Lisenen und Gesimse gegliedert. Die Fenster sind geschossweise stichbogig, rundbogig und rechteckig.
Im verschlossenen Inneren (Stand 2017) befindet sich die Empfangshalle, ein Vestibül und ein Treppenaufgang, die alle annähernd unverändert sind. Die ehemaligen Durchgänge zu den Bahnsteigen existieren nach dem Umbau nicht mehr; der Zugang zum S-Bahn-Halt erfolgt jetzt von der Unterführung aus.
Das denkmalgeschützte Empfangsgebäude eines Bahnhofs mit angebauter Bahnsteigüberdachung war zumindest bis zum Umbau 2012/13 der gesamten Bahnhofsanlage eine der wenigen „im weitgehenden Originalzustand vollständig erhaltenen und in ihren ursprünglichen Zweckbestimmungen genutzten historischen Anlagen in Sachsen.“
Im Winkel zwischen dem Empfangsgebäude auf der Westseite, den Hochgleisanlagen im Norden sowie dem Wohn- und Geschäftshaus Paul Pönitz als Eckhaus auf der anderen Straßenseite der Güterhofstraße liegt der Bahnhofsvorplatz.
Die Ferngleise haben keine Bahnsteige mehr und erlauben eine Durchfahrt mit bis zu 160 km/h. Die neu eingerichtete Abzweigstelle im westlichen Bereich des ehemaligen Bahnhofs erhielt den Namen Radebeul Nord.

## Geschichte

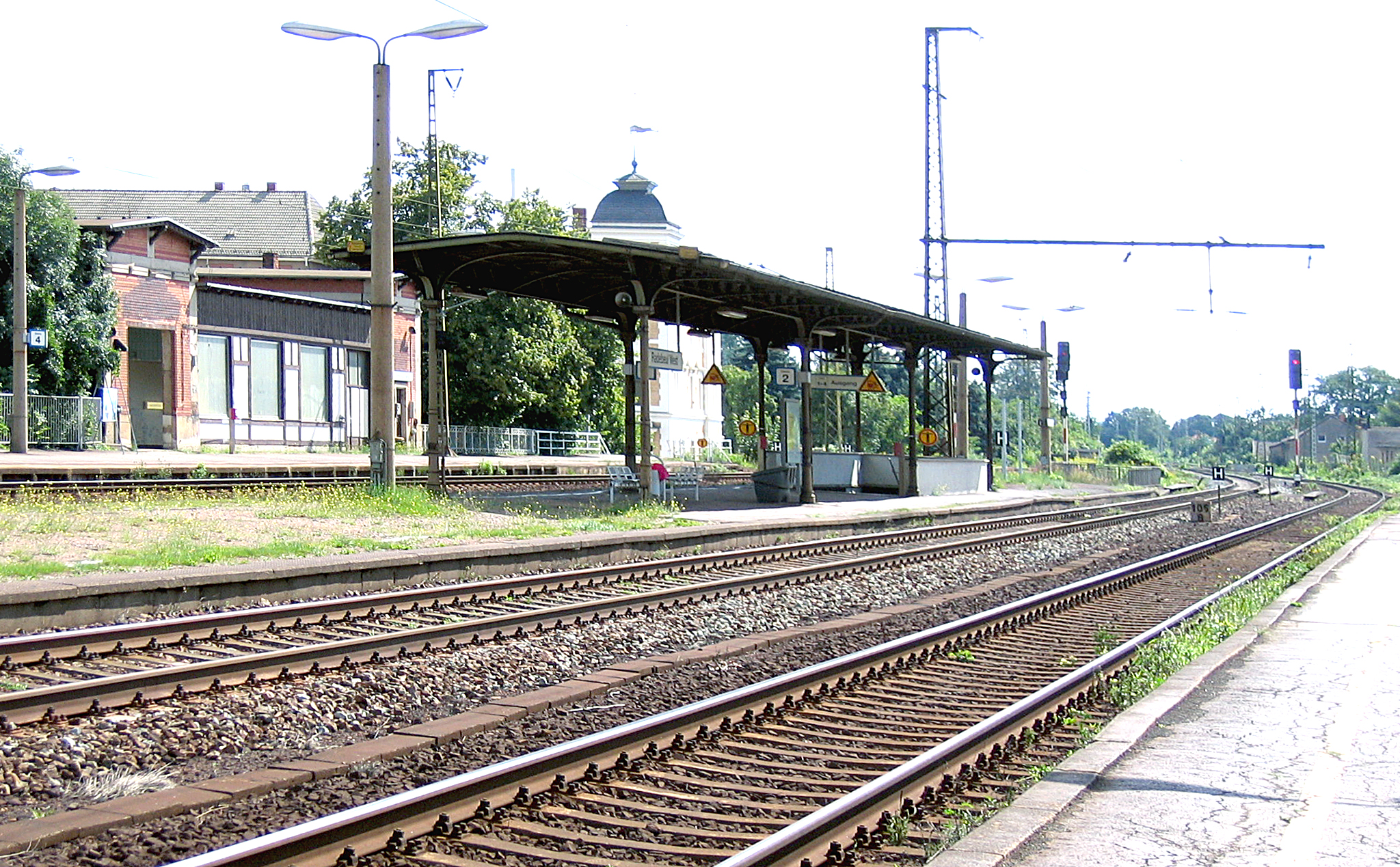
Denkmalgeschützte, heute jedoch beräumte Überdachung sowie Warte- und Aufgangsbau

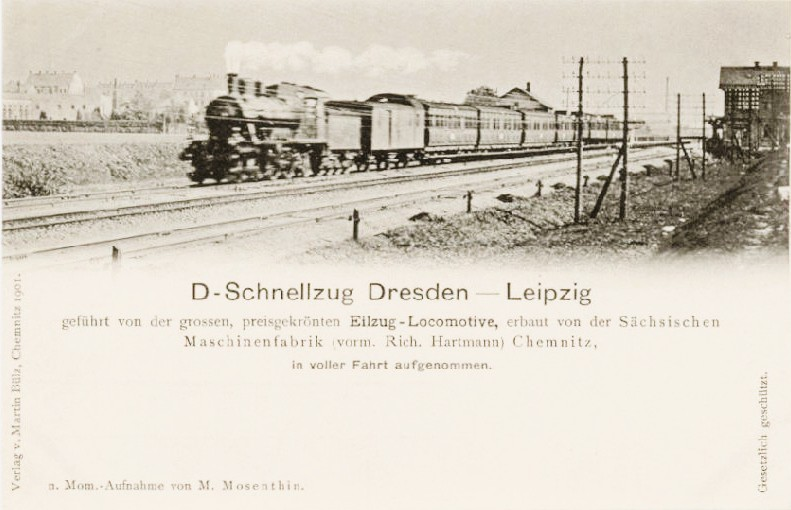
Schnellzug Dresden-Leipzig im Sommer 1901 in voller Fahrt im Bahnhof Kötzschenbroda; Lok Sächsische X V (wohl Nr. 176), Pw3ü Sa 99, C4 Sa 98, AB4 Sa 99, AB4 Sa 01 und weitere, kleinere Abteilwagen

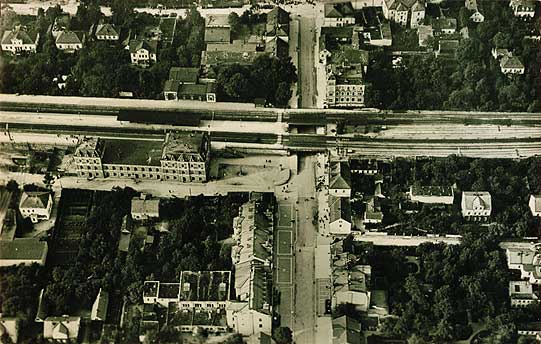
Luftaufnahme von vor 1912

Der Bau der von 1837 bis 1839 eingerichteten Ferneisenbahnverbindung Leipzig–Dresden wurde von beiden Seiten gleichzeitig begonnen. Das Teilstück von Dresden bis Weintraube wurde am 19. Juli 1838 eröffnet, gleichzeitig wurde auf Höhe des heutigen Bahnhofs Radebeul-Weintraube der erste Haltepunkt auf dem heutigen Stadtgebiet von Radebeul eingeweiht.
Am 3. November (oder 16. September) 1838 wurde das Teilstück Weintraube über Coswig bis Oberau vor dem damaligen Tunnel eröffnet. Nach Eröffnung der Gesamtstrecke Leipzig–Dresden 1839 wurde bis 1840 auf ganzer Strecke die Zweigleisigkeit hergestellt und ebenfalls 1840 der Haltepunkt in Kötzschenbroda eröffnet.
In Kötzschenbroda wie auch in Weintraube hielten die Züge in den ersten Jahren nur an bestimmten Tagen.
1868 erhielt der Haltepunkt Kötzschenbroda eine Wartehalle, 1871 entstand eine Güterverkehrsanlage an der dazu neu angelegten Güterhofstraße südlich der Gleisanlagen und westlich des Haltepunkts. Dieser wurde dafür durch den Einbau von Weichen zu einem Bahnhof erweitert. 1872 entstand im Garten des Bahnhotels „Victoria“ nördlich der Gleise das erste Empfangsgebäude.
Der Kötzschenbrodaer Fahrplan von 1876 weist aus, dass inzwischen täglich 37 Reisezüge in Kötzschenbroda hielten.
Im Zuge des viergleisigen Ausbaus der Strecke erhielt die Bahnhofstraße statt der Schrankenanlage eine Brücke für die Gleise, auf der zuerst zwei neue Gleise auf einem Damm in den 1896 neu gebauten Bahnhof geführt wurden. Nachdem der Zugverkehr auf diese neuen Gleise umgeleitet war, wurden auch die alten ebenerdigen Gleise auf den entsprechend verbreiterten Damm gesetzt und in den Bahnhof geführt. 1900 konnte der viergleisige Verkehr aufgenommen werden.
Ab dem 12. Oktober 1899 hielt unweit vom Bahnhof an der Ecke Meißner Straße / Moritzburger Straße eine schmalspurige Überlandstraßenbahn, die im Volksmund „Lößnitzschaukel“ genannte Lößnitzbahn. Diese meterspurige Strecke führte nach Dresden zum Straßenbahn-Umsteigepunkt Mickten.
Mit der Eingemeindung von Kötzschenbroda nach Radebeul 1935 erhielt der Bahnhof den Namen Radebeul-Kötzschenbroda, 1941 den Namen Radebeul West.
1946 wurden im Rahmen der Reparationsleistungen für die Sowjetunion Gleise demontiert. Im Bahnhof Radebeul West betraf dies die beiden mittleren Gleise, um mit dem nördlichen verbliebenen Gleis den Abzweig bei Zitzschewig Richtung Berlin bedienen zu können und mit dem südlichen die Strecke nach Coswig.
Anfang der 1960er Jahre wurde der Bahnhof Radebeul West zur Herstellung einer künftigen Dreigleisigkeit mit entsprechend großer Lichtraumumgrenzung für sowjetische Breitspurwagen (Spurweite 1520 mm) umgebaut. Im Zuge des Wiederaufbaus der vier Bahnsteiggleise erhielt der Bahnhof ein modernes Gleisbildstellwerk der Bauform WSSB GS II Sp 64 b. Es war das erste dieser Bauart bei der Deutschen Reichsbahn. Es ging am 27. März 1969 in Betrieb.

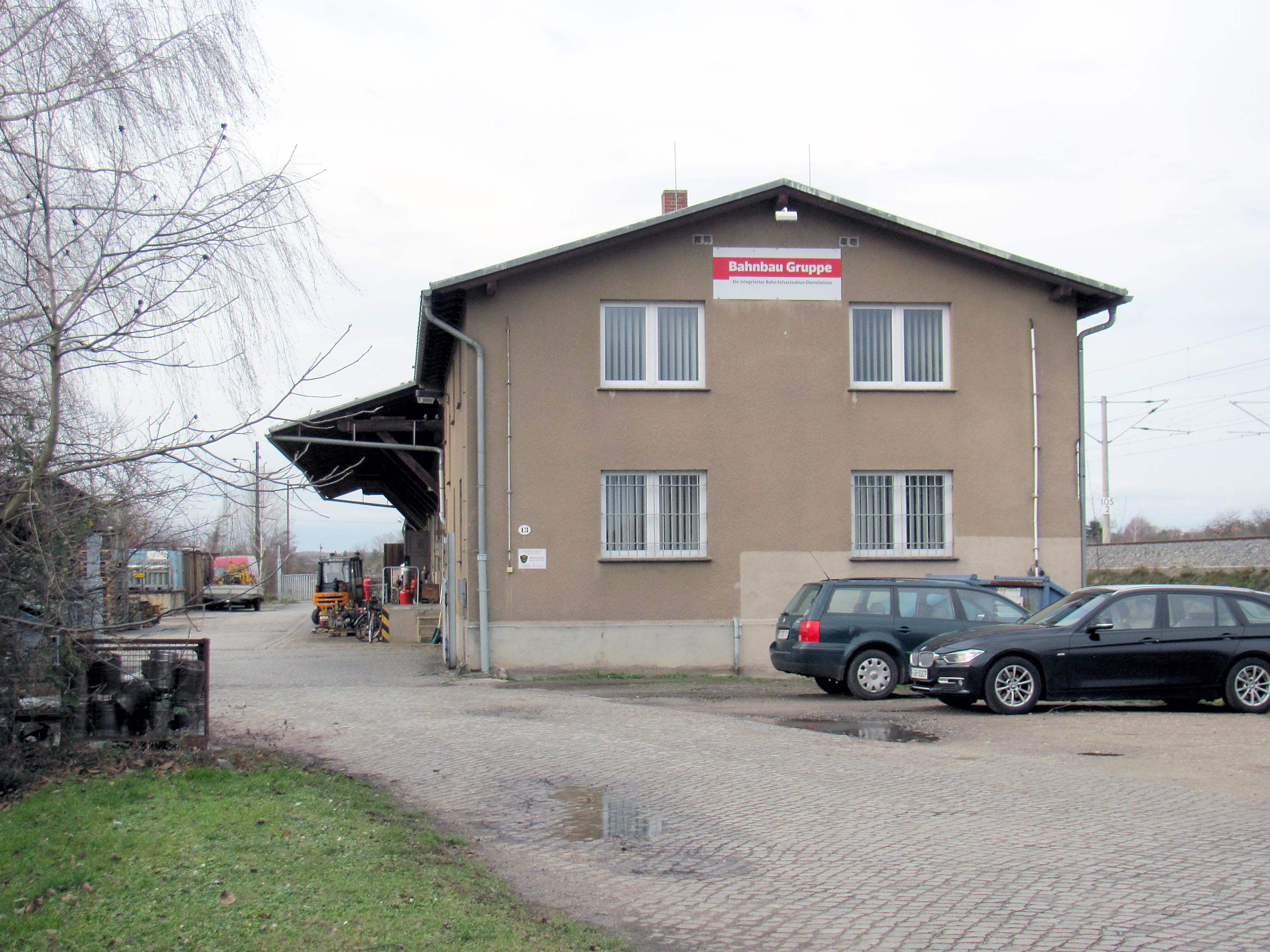
Der ehemalige Güterhof Kötzschenbroda am Ende der parallel zu den Gleisen verlaufenden Güterhofstraße

Seit 1996 ist Radebeul-Kötzschenbroda (ehem. Radebeul West) ein Halt der S-Bahn-Linie S 1 im Verkehrsverbund Oberelbe. Die Güterverkehrsanlage am Bahnhof wurde zwischenzeitlich abgerissen, der Bau des Güterhofs selbst steht noch und wird anderweitig genutzt.
Von Oktober 2009 bis Februar 2012 war der überdachte Teil von Gleis 1 wegen der Einsturzgefahr des Bahnsteigdaches gesperrt. Zwischen Februar 2012 und November 2013 wurde das Bahnsteigdach durch eine Einhausung gesichert, sodass Reisende während der Umbauphase zum Behelfsbahnsteig gelangen konnten. Seit November 2013 erfüllt der ehemalige Bahnsteig von Gleis 1 keine bahnbetriebliche Funktion mehr und ist gesperrt.
Im Februar 2012 gingen die neuen Ferngleise in Betrieb. An diesen lagen bis November 2013 zwei Behelfsbahnsteige, um Fahrgastwechsel zu ermöglichen.
Im April 2013 wurde das nördliche, denkmalgeschützte Gebäude (Aufgang und ehemaliger Warteraum) abgerissen und an seiner Stelle eine Stützwand errichtet. Es diente einst als Zugangsbauwerk zum Bahnsteigtunnel. Der neue Bahnsteig hat nur noch einen Zugang zur Bahnhofstraße per Treppe und Aufzug.
Im November 2013 wurden auf dem neuen Bahnsteig Schilder mit der Aufschrift „Radebeul-Kötzschenbroda“ installiert. Zum Fahrplanwechsel am 15. Dezember 2013 erfolgte die offizielle Rückbenennung in Radebeul-Kötzschenbroda.
Für das privatisierte Empfangsgebäude gibt es derzeit (Stand 2017) keine Nutzung.

## S-Bahn-Verkehr
Seit Dezember 2013 wird der Haltepunkt ausschließlich von der Linie S1 der S-Bahn Dresden bedient. Die Züge fahren im 30-Minuten-Grundtakt, der in den Hauptverkehrszeiten zwischen Meißen-Triebischtal und Pirna um zwei zusätzliche Fahrten je Stunde verdichtet wird.
| Linie | Strecke | Takt (min)     |
| ----- | --- | -------------- |
| S 1   | Meißen Triebischtal – Meißen – Coswig (b Dresden) – Radebeul-Zitzschewig – Radebeul-Kötzschenbroda – Radebeul-Weintraube – Dresden-Neustadt – Dresden Hbf – Heidenau – Pirna – Bad Schandau – Schöna | 30 10/20 (HVZ) |

An den ÖPNV-Haltestellen der VGM und DVB (Haltestelle Moritzburger Straße) besteht dabei Anschluss an folgende Linien:
| Linie | Verlauf                                                                                              | Betreiber |
| ----- | --- | --------- |
| 4     | Laubegast – Pirnaischer Platz – Mickten – Moritzburger Straße – Radebeul West (– Coswig – Weinböhla) | DVB       |
| 400   | Coswig – Radebeul, Bahnhof Naundorf – S-Bf. Kötzschenbroda – Friedewald – Dippelsdorf                | VGM       |
| 475   | S-Bf. Kötzschenbroda – Bahnhof Radebeul Ost – Boxdorf – Wahnsdorf – Reichenberg – Dippelsdorf        | VGM       |
| 476   | S-Bf. Dresden-Trachau – Bahnhof Radebeul Ost – Landesbühnen Sachsen – S-Bf. Kötzschenbroda           | VGM       |

## Aufbau
Der Bahnhof Radebeul West war ein reiner Durchgangsbahnhof mit zwei Bahnsteigen und einem Inselbahnsteig in der Mitte. Der Durchgangs-Fernverkehr verlief ohne Halt in der Mitte der vier Gleise, der S-Bahnverkehr außen.
Von 2010 bis 2012 wurden auf der Südseite zwei neue Ferngleise ohne Bahnsteig für Durchfahrten errichtet. Bis 2014 wurden auf der Nordseite zwei neue S-Bahn-Gleise errichtet. Es entstand ein Inselbahnsteig, der per Treppe an die Straßenunterführung angebunden ist und mit einem Aufzug einen barrierefreien Zugang bietet.

## Trivia
Unmittelbar nach dem Zweiten Weltkrieg hatte Kötzschenbroda den einzigen betriebsbereiten Bahnhof im Großraum Dresden. Deshalb mussten Bahnreisende von außerhalb nach Dresden den „Zug nach Kötzschenbroda“ nehmen, ein Ort, der relativ unbekannt war. Der Sänger Bully Buhlan machte 1946 mit der deutschen Version von Glenn Millers Musiktitel Chattanooga Choo Choo, dem Nachkriegsschlager Kötzschenbroda-Express (Verzeihn Sie, mein Herr, fährt dieser Zug nach Kötzschenbroda), den Namen des Bahnhofs deutschlandweit bekannt.
Kötzschenbroda wird als „Dresdener Vergnügungsort“ mit „komisch[em]“ Namen erwähnt, als in Theodor Fontanes Roman Irrungen, Wirrungen der Zug im dortigen Bahnhof hielt.

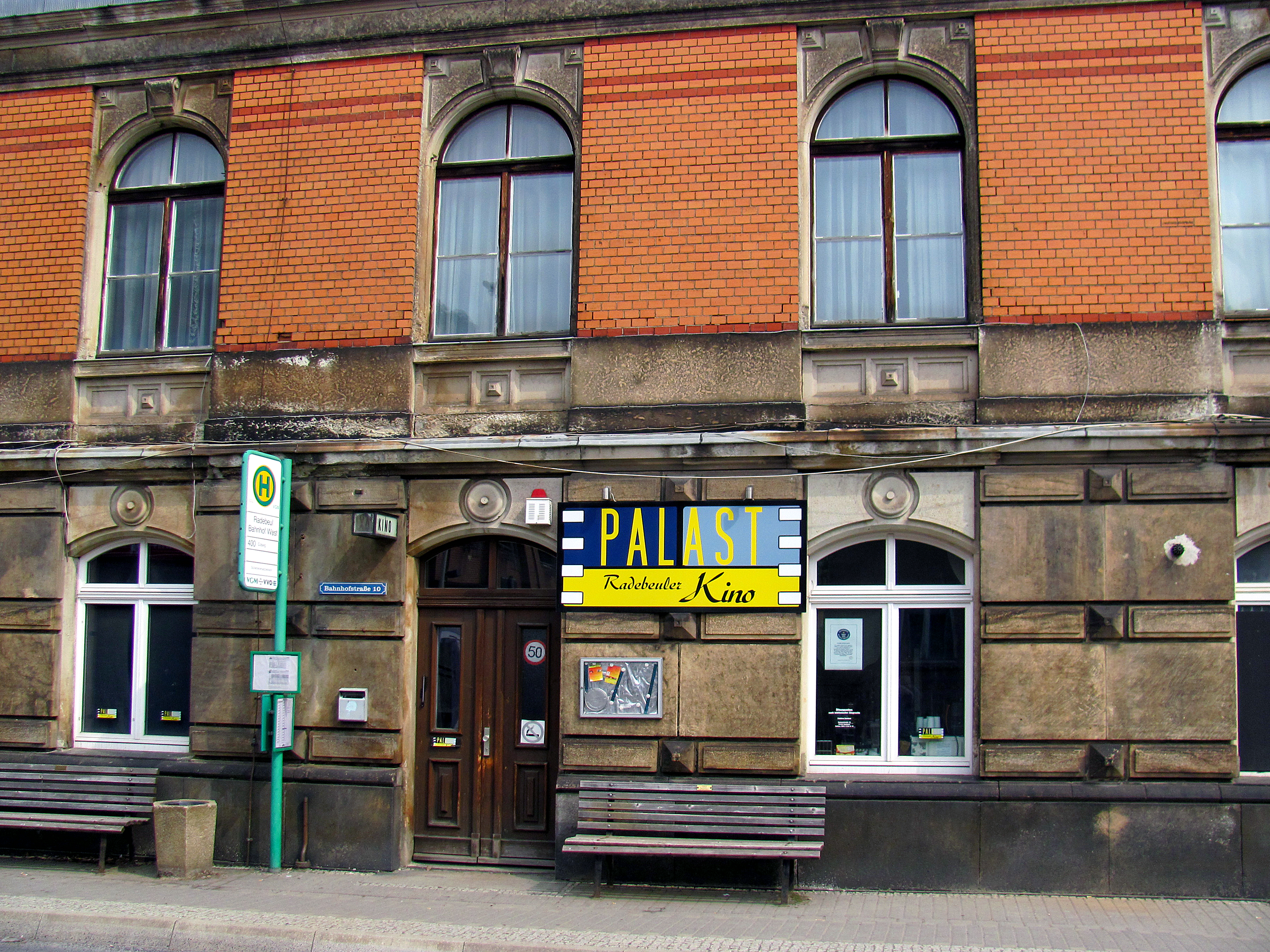
Palastkino im Bahnhof Radebeul West während der Bahnhofs-Bauarbeiten 2013. 2014 ist auch das Palast-Schild abgebaut.

Im Bahnhofsgebäude befand sich das inzwischen geschlossene Palastkino. Dieses kommerziell betriebene Kino mit neun Sitzplätzen hat als „kleinstes Kino nach Sitzkapazität“ seit November 2006 einen Eintrag im Guinness-Buch der Rekorde. Es wurde laut Guinness-Urkunde im Jahr 2006 von Johannes Gerhardt mit dem Film Smoke von 1995 eröffnet.